# António Botto
António Thomaz Botto, conocido como António Botto, (Concavada, municipio de Abrantes, Portugal, 17 de agosto de 1897 – Río de Janeiro, Brasil, 16 de marzo de 1959), fue un poeta modernista portugués.
Su padre era trabajador de las barcazas del río Tajo, pero en 1902 decidió trasladarse con toda su familia a Lisboa, donde se instalaron en el barrio de Alfama, donde las costumbres populares influyeron mucho en la obra de Botto.
Su educación fue pobre y desde niño tuvo que trabajar (entre otras cosas, como empleado de una librería, lo que lo puso en contacto con la literatura y los escritores de la ciudad). Entró en el servicio civil como oficinista administrativo en varias oficinas del gobierno. En 1924 viajó a África, donde trabajó hasta el año siguiente en Luanda y Santo António do Zaire (en Angola).

## El escándalo deCanções

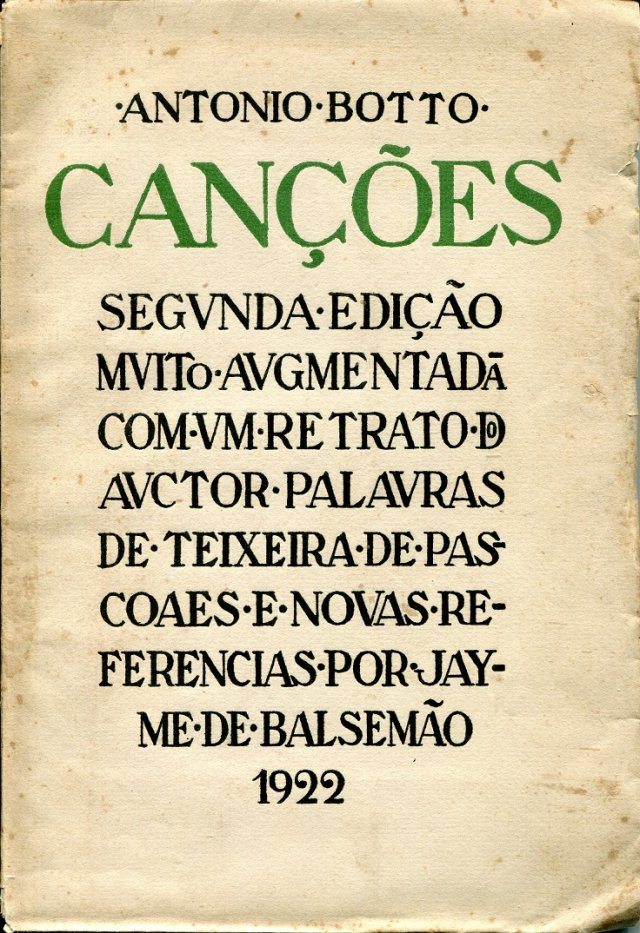
Libro de Antonio Botto.

En 1917 publicó su primer libro de poemas, Trovas.
Luego publicó Cantigas de saudade (1918) y Cantares (1919).
En 1921 publicó Canções ("Canciones") pero no tuvo ninguna difusión.
Sólo cuando se imprimió la segunda edición en 1922, y el poeta lisboeta Fernando Pessoa escribió un artículo provocativo acerca de este libro, encomiando la valentía del autor y su sinceridad al cantar abiertamente acerca del amor homosexual como un verdadero esteta, se generó un escándalo público en la sociedad intelectual de Lisboa y Botto obtuvo notoriedad por el resto de su vida.
Los conservadores reaccionaron y se quejaron a la policía acerca de la inmoralidad del trabajo (“literatura de Sodoma”) y el libro fue retirado de las librerías en 1923.
Los estudiantes de las escuelas católicas pidieron un auto de fe (ceremonia de arrepentimiento ante la Inquisición) y sugirieron que el escritor fuera ahorcado.
Sin embargo, la mayoría de los artistas e intelectuales portugueses —principalmente Pessoa (que era amigo íntimo de Botto y también su editor y traductor al inglés), rápidamente se dedicaron a su defensa en varios artículos polémicos.
Finalmente el escándalo se disipó, el año siguiente (1924) la prohibición se levantó y hasta el fin de su vida Botto publicó varias versiones revisadas de su libro. El trabajo fue aplaudido por escritores como Federico García Lorca, James Joyce, Rudyard Kipling, Antonio Machado, Teixeira de Pascoaes, Camilo Pessanha, Luigi Pirandello, José Régio, Miguel de Unamuno, Virginia Woolf y Stefan Zweig.

## Personalidad
Botto era un personaje. Se lo describe como un dandi delgado, de altura media, vestido de manera presuntuosa, rostro ovalado, boca pequeña con labios delgados, ojos extraños, escrutadores (y a veces ensombrecidos por una perturbadora expresión de malicia), oculto bajo un sombrero fedora. Tenía un sentido del humor sardónico, una lengua y mente irreverente, perversa y aguda, y era un conversador astuto y brillante.
Era amable con sus amigos pero podía volverse muy ácido si sentía que alguien no lo admiraba o no lo trataba con la incondicional admiración que él sentía que merecía. Por esa razón hizo muchos enemigos. Algunos de sus contemporáneos decían que era frívolo, mundano, maleducado, bruto, vengativo, mercurial, mitómano, chismoso, y terriblemente vano y narcisista hasta la megalomanía.
Era visitante habitual de los barrios bohemios de Lisboa y de los muelles, donde disfrutaba la compañía de marineros de todas las nacionalidades (que eran una imagen frecuente en sus poemas).
A pesar de ser principalmente homosexual, tuvo una compañera toda su vida, Carminda Silva Rodrigues.
“El matrimonio le cae bien a todo hombre hermoso y decadente”, escribió alguna vez.

## Echado de su trabajo
El 9 de noviembre de 1942 Botto fue echado del servicio civil por 1) desobedecer órdenes; 2) por cortejar a un compañero de trabajo y dirigirle palabras ambiguas, denunciando tendencias que son condenadas por la moral social; y 3) por escribir y recitar versos durante las horas de trabajo, perturbando la disciplina en el lugar de trabajo. Cuando leyó este anuncio público en la gaceta oficial, Botto se sintió totalmente abatido: “Ahora resulta que soy el único funcionario homosexual en Portugal…”.
Él trató de defenderse escribiendo artículos, críticas y columnas en los periódicos, y varios libros, entre los cuales O Livro das Crianças ("El libro de los niños") —una recopilación de cuentos cortos para niños que sería aprobado como libro de lectura en Irlanda (The Children’s Book, traducido por Alice Lawrence Oram)— y Os Contos de António Botto ("Los cuentos de Antonio Botto").
Pero resultó insuficiente.
Su salud se estaba deteriorando por una sífilis en la tercera etapa (que él se negaba a tratar con los inútiles y peligrosos métodos de la época; recién en 1944 se empezaría a utilizar la recién descubierta penicilina como tratamiento eficaz e inofensivo). En los cafés y cines muchas personas homófobas lo abucheaban.
Se cansó de vivir en Portugal y en 1947 decidió emigrar a Brasil.
Para colectar fondos para su viaje en mayo dio dos grandes recitales de poesía en Lisboa y Oporto. Fueron un gran éxito y él fue muy alabado por varios artistas e intelectuales, como
Amália Rodrigues,
João Villaret y
el escritor Aquilino Ribeiro.
El 17 de agosto de 1947 él y su amiga Carminda Silva Rodrigues (con quien se había casado en fecha imprecisa) partieron hacia Brasil. Pese a este matrimonio, la poesía de Botto se caracteriza por su potente sensualidad homosexual.

## Últimos años y muerte
Botto residió en São Paulo hasta 1951, y luego se mudó a Río de Janeiro.
Sobrevivió escribiendo artículos y columnas en periódicos portugueses y brasileros, haciendo algunos shows en radio y lectura de poemas en teatros, clubes, asociaciones y finalmente en tabernas baratas.
Cada vez le iba peor, y terminó viviendo en la miseria. Su megalomanía (debida a la sífilis) lo volvía delirante. Contaba historias acerca de cuando André Gide lo había visitado en Lisboa (“Y si no era él entonces era Marcel Proust…”), de ser el poeta viviente más grande del mundo y que era propietario de la ciudad de São Paulo.
En 1954 pidió la repatriación, pero renunció porque no tenía dinero para el viaje.
En 1956 enfermó gravemente y fue hospitalizado por un tiempo.
El 4 de marzo de 1959, mientras cruzaba la avenida Copacabana, en Río de Janeiro, fue atropellado por un auto.
Falleció el 16 de marzo de 1959, cerca de las 17.00 p. m., en el Hospital da Beneficiência Portuguesa.
En 1966 sus restos fueron repatriados a Lisboa, y desde el 11 de noviembre de 1966 están enterrados en el Cementerio del Alto de São João.
Sus libros todavía permanecen inéditos en España.
Actualmente lleva su nombre la Biblioteca Municipal de Abrantes (Distrito de Santarém, región Centro y subregión de Médio Tejo).

## Obras
- 1917: Trovas (poemas)
- 1918: Cantiga de saudade (poemas)
- 1919: Cantares (poemas)
- 1921: Canções (poemas)
- 1922: Canções (segunda edición). Hasta 1956, bajo el título As Canções de António Botto, este libro fue revisado y aumentado por el autor. Los críticos dicen que la última versión creíble es la de 1932, después de la cual las siguientes son cada vez peores).
- 1924: Curiosidades estéticas (poemas)
- 1925: Piquenas esculturas (poemas)
- 1927: Olimpíadas (poemas)
- 1928: Dandysmo (poemas)
- 1929: Antología de poemas portugueses modernos (con Fernando Pessoa)
- 1931: O livro das crianças (historias cortas para niños)
- 1933: Alfama (teatro); António (teatro)
- 1934: O meu amor pequenino (historias cortas); Ciúme (poemas)
- 1935: Dar de beber a quem tem sede (historias cortas); A verdade e nada mais (antología para niños)
- 1938: A vida que te dei (poemas); Os sonetos de António Botto (poemas)
- 1940: O barco voador (historias cortas); Isto sucedeu assim (novela)
- 1942: Os contos de António Botto para crianças e adultos (historias cortas)
- 1943: A guerra dos macacos (historias cortas)
- 1945: As comédias de António Botto (teatro)
- 1947: Ódio e amor (poemas)
- 1948: Songs (traducción al inglés de Fernando Pessoa de Canções)
- 1953: Histórias do arco da velha (historias para niños)
- 1955: Teatro; Fátima poema do mundo
- 1999: As canções de António Botto, Lisboa: Presença, 1999.